# Bourgogne-passe-tout-grains
Le bourgogne-passe-tout-grains est un vin rouge ou rosé d'appellation d'origine contrôlée produit sur une partie des départements de l'Yonne, de la Côte-d'Or, de Saône-et-Loire et du Rhône.
Il s'agit d'une AOC régionale, elle est donc commune à tout le vignoble de Bourgogne. Comme son nom l'indique, ce vin est produit en assemblant du pinot noir avec du gamay.

## Histoire
L'appellation est reconnue comme appellation d'origine contrôlée (AOC) par le décret du 31 juillet 1937. Le cahier des charges est modifié en octobre 2009, en décembre 2011 (augmentation des densités de plantation et du rendement maximum), puis en janvier 2013.

## Vignoble

### Présentation
L'appellation bourgogne-passe-tout-grains est produite en vin rouge et vin rosé. Il est implanté dans les départements de l'Yonne, du Rhône, de la Côte-d'Or et de la Saône-et-Loire. Son aire d'appellation est la même que les autres appellations régionales que sont le bourgogne, le coteaux-bourguignons, le bourgogne-mousseux et le crémant de Bourgogne.
Selon le service des Douanes, la superficie revendiquée en 2023 sous l'appellation est de 170 hectares. Il couvrait[Quand ?] une superficie totale de 695 hectares. Il représente en production 44 980 hectolitres de vin. C'est une des seules appellations de Bourgogne à avoir un assemblage de cépages avec du gamay (deux tiers au maximum) et du pinot noir (un tiers au minimum). Les deux cépages doivent être cultivés sur le même domaine. Les cépages accessoires (chardonnay, pinot blanc et pinot gris) sont autorisés uniquement en mélange de plants dans les vignes ; leur proportion totale est limitée à 15 % au sein de chaque parcelle.

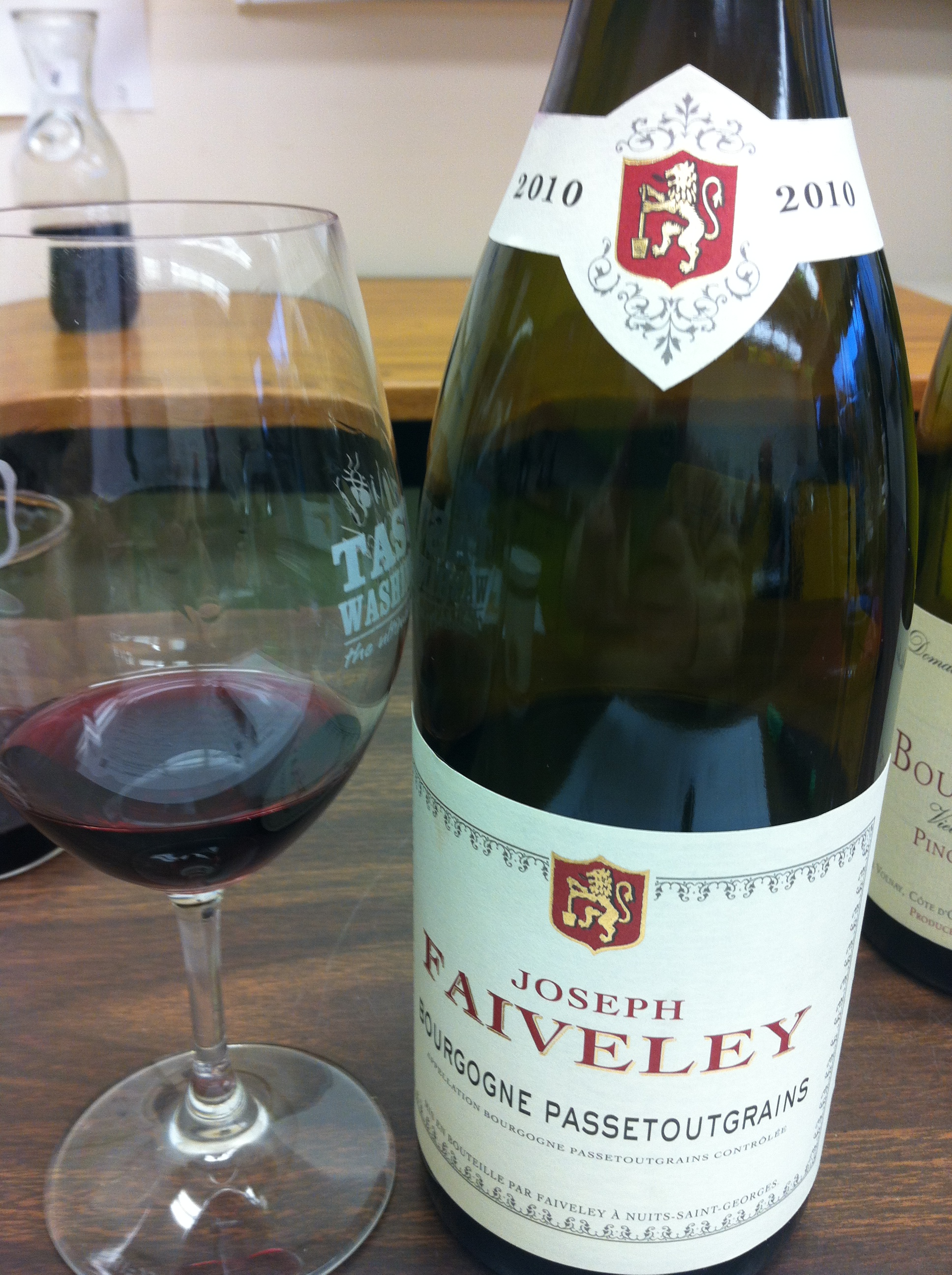
Bourgogne passe-tout-grains 2010 vinifié à Nuits-Saint-Georges.

### Géologie
Ce sont des sols argilo-calcaires ; les terrains siliceux, argileux et sableux lui conviennent bien.

### Encépagement
Les vins sont issus principalement des cépages pinot noir N (la proportion doit être supérieure à 30 %) et gamay N (supérieure à 15 %) ; sont autorisés comme cépages accessoires (limités à 15 %) le chardonnay B, le pinot blanc B et le pinot gris G.

### Rendements
Le rendement est limité par le cahier des charges de l'appellation à un maximum de 64 hectolitres par hectare. Chaque année, ce rendement maximum peut être modifié à la hausse ou à la baisse par un arrêté du ministère de l'Agriculture, dans la limite du rendement butoir de l'appellation, fixés à 69 hl/ha.

## Vins
Les données de production des années récentes, telles que publiées par les Douanes, sont :
| Année | passe-tout-grains rouge | passe-tout-grains rouge | passe-tout-grains rouge | passe-tout-grains rosé | passe-tout-grains rosé | passe-tout-grains rosé |
| Année | superficie (ha)         | production (hl)         | rendement (hl/ha)       | superficie (ha)        | production (hl)        | rendement (hl/ha)      |
| ----- | ----------------------- | ----------------------- | ----------------------- | ---------------------- | ---------------------- | ---------------------- |
| 2020  | 182,93                  | 8 444                   | 46                      | 2,27                   | 83                     | 36                     |
| 2021  | 210,64                  | 7 338                   | 35                      | 3,51                   | 108                    | 31                     |
| 2022  | 209,28                  | 11 498                  | 55                      | 2,59                   | 111                    | 43                     |
| 2023  | 166,87                  | 10 083                  | 60                      | 3,19                   | 145                    | 46                     |
| 2024  | 162,87                  | 5 310                   | 33                      | 3,78                   | 64                     | 17                     |

### Gastronomie
Les passe-tout-grains sont des vins rouges fruités, coulants et rustiques. Ils s'accordent bien avec par exemple des œufs en meurette, de la charcuterie, des grillades. Ils se servent entre 11 et 13 degrés et se gardent entre deux et trois ans.